# Скучная история
«Ску́чная исто́рия» — повесть Антона Павловича Чехова, написанная в 1889 году. 
Впервые была опубликована в 1889 году в журнале «Северный вестник» № 11 с подписью Антон Чехов. 
Вошла в сборник «Хмурые люди».

## История создания
А. П. Чехов, будучи студентом медицинского факультета Московского университета, слушал лекции профессора Александра Ивановича Бабухина (1835—1891). Профессор и послужил прототипом героя повести. Бабухин и сам не отрицал эту связь — совпадали даже их внешние черты.
Писал повесть Чехов в Ялте, а заканчивал в Москве. Первоначально она называлась «Моё имя и я».

## Сюжет
Повествование ведется от первого лица главным героем произведения, заслуженным профессором Николаем Степановичем, известнейшим человеком. Он неизлечимо болен, и, по собственным прогнозам, жить ему осталось не больше полугода. 
Николай Степанович размышляет о своей судьбе, волей которой он обречён на смерть, пытается понять себя, описывая обычное течение своей жизни. Жена Варвара, когда-то страстно им любимая, и дочь Лиза раздражают его, кажутся ему мелочными и пустыми. Общение с сотрудниками — прозектором Петром Игнатьевичем и швейцаром Николаем — не приносят Николаю Степановичу никакой радости. Преподавание, которое раньше было для него источником высшего наслаждения, теперь тяготит его: он знает, что из-за болезни не может читать лекции с прежним блеском и талантом, что справедливо было бы уступить своё место человеку молодому и здоровому, но не в силах этого сделать. 
Наука — единственное, что по-настоящему занимает Николая Степановича, отказаться от неё для него всё равно что быть похороненным заживо.
Николай Степанович думает о том, что его известное имя, с достоинством и толком прожитая жизнь не освобождают его от теперешних душевных и физических мук. Николай Степанович много времени проводит с Катей, дочерью своего покойного товарища, окулиста. В своём завещании тот назначил опекуном Кати Николая Степановича, и до десяти лет девочка жила в его доме, пока не была отдана в институт. Катя, в юности восторженная и наивная, с чистым сердцем и страстной любовью к театру, теперь ленивая и отчаявшаяся, искалеченная судьбой девушка. Она пробовала стать актрисой, разочаровалась в профессии, была предана любимым человеком и похоронила своего ребёнка. Об этом она писала Николаю Степановичу в своих письмах, просила совета; он отвечал, сознавая, что, в сущности, ничем не помогает ей. Николай Степанович и Катя любят друг друга, как отец и дочь. Варя и Лиза, напротив, ненавидят Катю, как это, по мнению Николая Степановича, только и умеют женщины. Катя, в свою очередь, презирает их так же сильно. 
Ежедневные семейные обеды утомляют и раздражают Николая Степановича. Помимо жены и дочери на них присутствует и некий Александр Адольфович Гнеккер, поклонник Лизы, который не симпатичен Николаю Степановичу и внушает ему недоверие. Жена же периодически заводит с Николаем Степановичем разговор на предмет того, что тот непременно должен съездить в Харьков, откуда Гнеккер родом, навести справки о его состоянии и семье. Николай Степанович не хочет ехать в Харьков, но, жалея жену, соглашается.
Вечерами Николай Степанович ходит к Кате. С ней ему хорошо и уютно. Помимо него, у Кати бывает еще один гость — филолог Михаил Фёдорович, влюблённый в Катю и не решающийся ей признаться.
Однажды вечером к Николаю Степановичу, мучимому своей постоянной бессонницей, приезжает Катя, умоляет его взять у неё деньги и поехать лечиться. Николай Степанович отказывается принимать деньги. Катя, расстроенная, уезжает.
Николай Степанович отправляется в Харьков. Там он пытается навести справки о Гнеккере, но о нём в городе никто не знает. 
Вскоре Николай Степанович получает от жены телеграмму, из которой узнаёт, что Гнеккер тайно обвенчался с Лизой. Это сообщение никак не будоражит его; удивляясь собственному равнодушию, Николай Степанович продолжает размышлять о своей искалеченной, парализованной душе в гостиничном номере. Неожиданно раздаётся стук в дверь. Николай Степанович, удивлённый, видит перед собой Катю, которая приехала к нему. Она плачет, говорит, что Николай Степанович ей как отец и только он может ей помочь. Она умоляет его ответить на вопрос, что же ей делать. Она повторяет вопрос много раз, но Николай Степанович не знает, что ей ответить, как помочь, и лишь утешает общими словами, просит успокоиться и позавтракать с ним. Катя, поняв, что не услышит ответа, сообщает, вытирая слёзы, что уезжает в Крым. «Значит, на похоронах у меня не будешь?» — хочет спросить Николай Степанович. Но Катя уже не смотрит на него. Они прощаются. «Прощай, моё сокровище!» — слова, которыми автор заканчивает своё произведение.

## Публикации
Повесть А. П. Чехова впервые была опубликована в 1889 году в журнале «Северный вестник» № 11 с подписью Антон Чехов, в 1890 году напечатана в сборнике «Хмурые люди», вошла в издание А. Ф. Маркса.
При жизни Чехова повесть «Скучная история» переводилась на немецкий, польский, сербскохорватский, финский и чешский языки.

## Критика
Критика оценила повесть неоднозначно. Писатель Плещеев в письме автору оценил повесть так: «У Вас ещё не было ничего столь сильного и глубокого, как эта вещь. Удивительно хорошо выдержан тон старика-учёного, и даже те рассуждения, где слышатся нотки субъективные, Ваши собственные — не вредят этому. И лицо это, как живое, стоит перед читателем. Прекрасно вышла и Катя. Все второстепенные лица — тоже очень живы. Есть множество замечаний верных, местами глубоких даже. Не говорю уже об абсолютной новизне мотива».
Писали своё мнение о повести Суворин, нашедший её субъективной и публицистичной, также П. Свободин, К. Ф. Головин, Д. Струнин, Л. Оболенский и другие. 
Так, П. Свободин писал: «На пути из Москвы прочитал всю „Скучную историю“ и по прочтении сказал себе, что Вас Л. Толстой недаром назвал „вдумчивым“. Очень-очень хорошо». 
По мнению К. Головина, повесть «Скучная история» Чехова была «той из его повестей, которая среди публики имела наибольший успех». Лев Николаевич Толстой, слушая повесть, восхищался умом Чехова.
Критик Д. Струнин определил главную мысль повести так: "Чехов пришёл к откровению: «всякое уклонение от требований разума и совести, всякая специализация, в том числе и учёная, умаляет человека, порабощает его случайностями, лишает понимания запросов жизни и, наконец, приводит к грустному сознанию, что жизнь им прожита не так».
Введенский и Николаев считали, что автор в этой повести неудачно подражает Л. Н. Толстому.

## Экранизация
- 1968 — «Скучная история. Из записок старого человека» — советский телевизионный спектакль ЦТ, режиссёр Павел Резников. В ролях: Николай Степанович — Борис Бабочкин; жена Николая Степановича — Александра Сальникова; Михаил Фёдорович — Галикс Колчицкий; Катя — Людмила Щербинина; Лиза — Анна Кедрова; преподаватель — Константин Градопопов; студент — Юрий Пузырёв.
- 1982 — «Скучная история» — фильм по мотивам рассказа, режиссёр Войцех Хас (ПНР).
- 2015 — «Дневник одного старика» — фильм по мотивам рассказа, режиссёр Бернар Эмон (Канада).
- 2015 — «Скучная история»— спектакль. Электротеатр, Малая сцена, режиссер Василий Скворцов. В ролях: Николай Степанович — З. А. Зверинцев Л. И., Варя — Розанова Л. И., Катя — Головина И., Гнеккер — Капанин А., Михаил Федорович — Сергеев Е., Лиза — Буль И., Катя в детстве — Федорова А., Кахута А., докторант — Мягкий Д., студент — Косточкин А. , Соколов М., художник-постановщик — Терехов Е., художник по костюмам — Михненкова А., художник Маримонт А., композитор- Сафонов Ф.